# ألبرت دي جونغ
ألبرت دي جونغ (بالهولندية: Albert de Jong)‏ (و. 1891 – 1970 م) هو مؤلف، وكاتب، ومعاداة النزعة العسكرية، ولاسلطوي، ولاسلطوية اشتراكية، وanarcho-syndicalist ‏ هولندي، ولد في أمستردام، توفي في هيمستيده، عن عمر يناهز 79 عاماً.